# Rudras

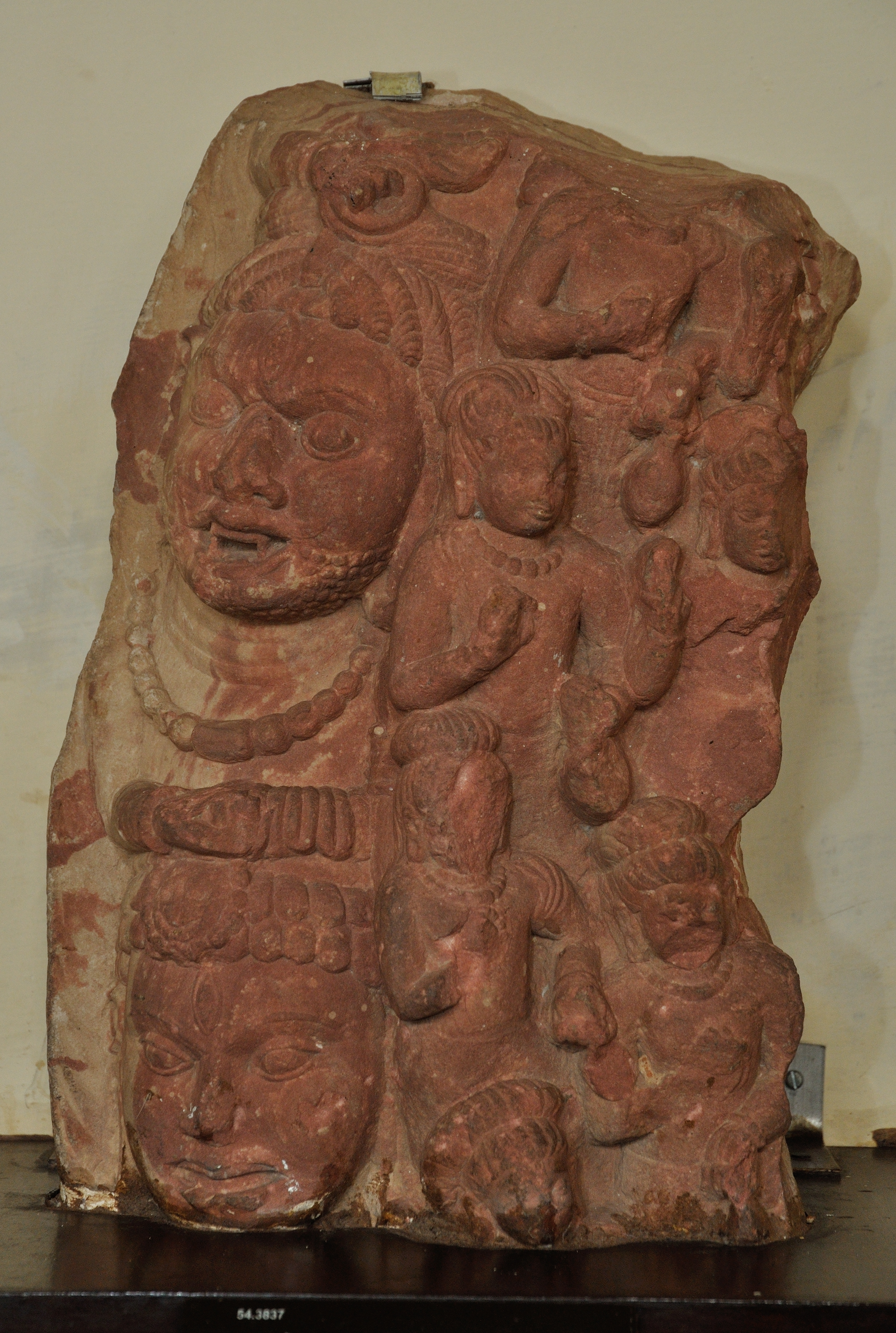
Parte de Vyomamandala mostrando Rudras - c., actualmente en el Museo de Mathura.

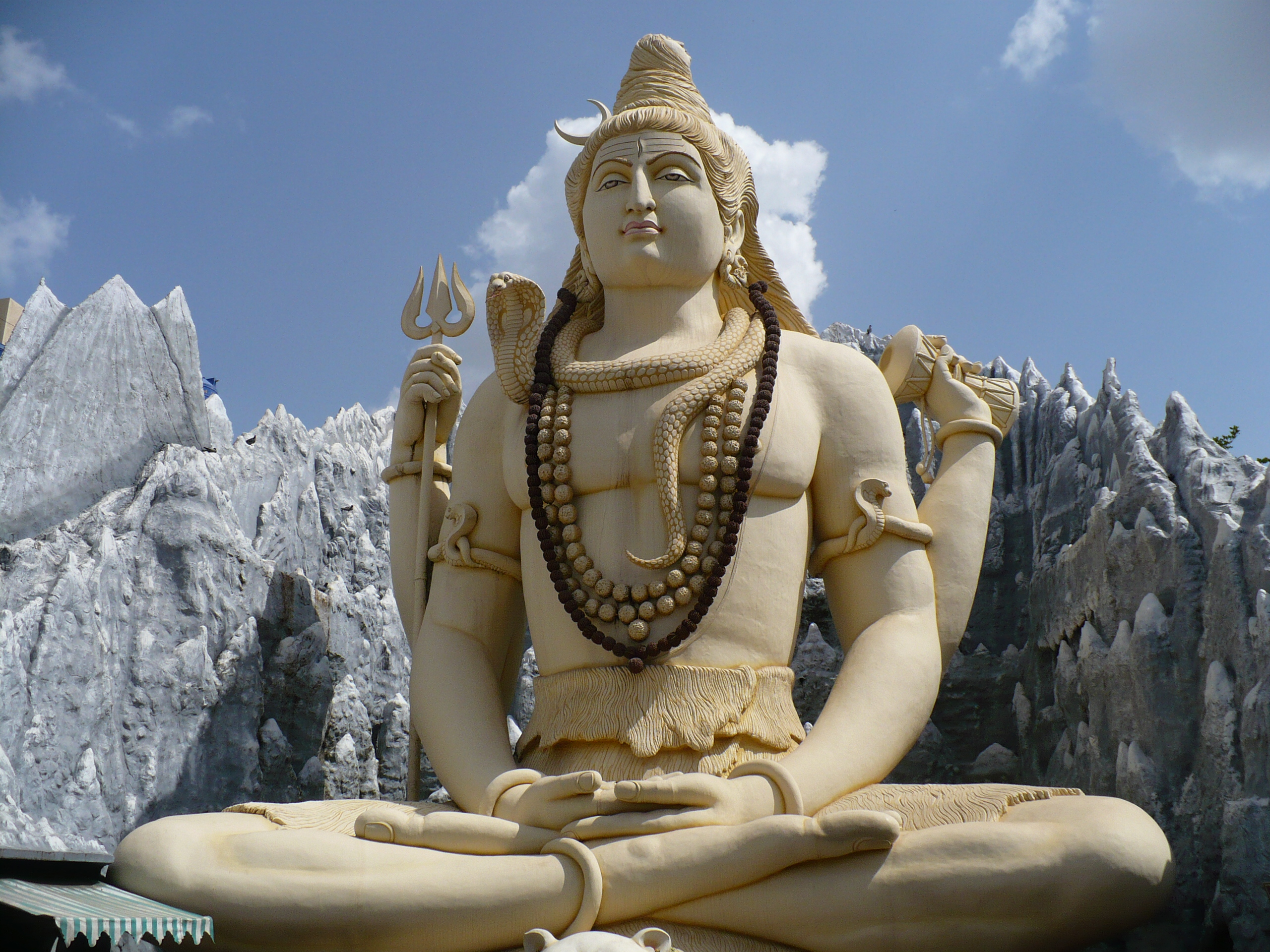
Rudra, identificado con el Shiva puránico (como en la imagen de Bangalore) está asociado con los Rudras.

Los Rudras son formas y seguidores del dios Rudra-Shiva, formando once de los "Treinta y tres dioses" del panteón hindú. A veces se identifican con los Maruts, hijos de Rudra; mientras que en otros momentos, se consideran distintos de ellos.
Mientras que el Vamaná-purana describe a los Rudras como hijos de Kashyapa y Aditi, los Maruts son descritos distintos de los Rudras, como 49 hijos de Diti, hermana de Aditi y asistentes de Indra, en lugar de Rudra.

## Nacimiento y nombres
El Ramayana dice que son once de los 33 hijos del sabio Kashyapa y de su esposa Aditi, junto con los 12 Adityas, 8 Vasus y 2 Ashvins, que constituyen los "Treinta y tres dioses". El Vamaná-purana describe a los Rudras como hijos de Kashyapa y Aditi. La Matsia-purana señala que Surabhi, la madre de todas las vacas y de la 'vaca de la abundancia', era consorte de Brahma y de su unión produjo los once Rudras. Aquí son llamados:
1. Nirriti
2. Shambhu
3. Aparajita
4. Mrigavyadha
5. Kapardi
6. Dahana
7. Khara
8. Ahirabradhya
9. Kapali
10. Pingala
11. Senani

También en el Ramayana, en un diálogo entre Ravana y Sita, para ensalzar su belleza, la pregunta:

"¿Quiénes son tus padres? ¿Rudras, o maruts radiantes, o vasus, caudillos celestes? Esta selva es indigna de una ninfa o doncella divina...¿Eres ninfa, doncella o hija de una diosa?."

El Harivamsa, un apéndice del Mahabharata, convierte a los esposos Kashyapa y Surabhi como padres de los Rudras. En otro caso, en el Mahabharata, es Dharma (posiblemente identificado con Yama) quien es el padre de los Rudras y los Maruts.
El Visnú-purana narra que Rudra, aquí identificado con Shiva, nació de la ira del dios creador Brahma. El furioso Rudra estaba en forma de Ardhanari, con la mitad de su cuerpo masculino y la otra mitad, femenino. Se dividió a sí mismo en dos: hombre y mujer. La forma masculina se dividió en once, formando los once Rudras. Algunos de ellos eran blancos y gentiles, mientras que otros eran oscuros y feroces. Se les llama:
1. Manyu
2. Manu
3. Mahmasa
4. Mahan
5. Siva
6. Rtudhvaja
7. Ugraretas
8. Bhava
9. Kama
10. Vamadeva
11. Dhrtavrata

De la mujer nacieron once "Rudranis" que llegaron a ser esposas de los Rudras. Ellas son:
1. Dhi
2. Vrtti
3. Usana
4. Urna
5. Niyuta
6. Sarpis
7. Ila
8. Ambika
9. Iravatl
10. Sudha
11. Diksa

Brahma asignó a los Rudras las once posiciones del corazón y los cinco órganos sensoriales, los cinco órganos de acción y la mente. Otros puranas los llaman Aja, Ekapada (Ekapat), Ahirbudhnya, Tvasta, Rudra, Hara, Sambhu, Tryambaka, Aparajita, Isana y Tribhuvana.
En un caso, en el épico Mahabharata, los Rudras son once con los nombres siguientes:
1. Mrgavadha
2. Sarpa
3. Nirriti
4. Ajaikapad
5. Ahi
6. Budhnya
7. Pinakin
8. Dahana
9. Ishvara
10. Kapali
11. Sthanu
12. Bhaga

Mientras que Kapalin se describe aquí como el más importante de los Rudras, en el Bhagavad Gita es Sankara quien es considerado el más grande de los Rudras. Tanto Kapalin como Sankara son epítetos de Shiva. En otro caso, son descritos como hijos de Tvastr con los nombres:
1. Vishvarupa
2. Ajaikapad
3. Ahi Budhnya
4. Virupaksa
5. Raivata
6. Hara
7. Bahurupa
8. Tryambaka
9. Savitra
10. Jayanta
11. Pinakin

Aunque usualmente los Rudras se describen como once, en un caso en el Mahabharata, se dice que son once mil que rodean a Shiva. Los once grupos de mil son nombrados como:
1. Ajaikapad
2. Ahi Budhnya
3. Pinakin
4. Rta
5. Pitrrupa
6. Tryamabaka
7. Maheshvara
8. Vrsakapi
9. Sambhu
10. Havana
11. Ishvara

En el Bhagavata-purana se menciona que Rudra nace de la ira del Señor (Lord) Brahma. Los nombres se mencionan de la siguiente manera:
1. Manyu
2. Manu
3. Mahinasa
4. Mahān
5. Śiva
6. Ṛtadhvaja
7. Ugraretā
8. Bhava
9. Kāla
10. Vāmadeva
11. Dhṛtavrata

En el canto 6 del Bhagavata-purana se dice que los once Rudras son hijos de Sarūpā y Bhūta. Sarūpā era hija de Daksa. Los nombres de los once Rudras son:
1. Raivata
2. Aja
3. Bhava
4. Bhīma
5. Vāma
6. Ugra
7. Vṛṣākapi
8. Ajaikapāt
9. Ahirbradhna
10. Bahurūpa
11. Mahān

El Matsya-purana menciona a los once feroces Rudras:
1. Kapali
2. Pingala
3. Bhima
4. Virupaksa
5. Vilohita
6. Ajesha
7. Shasana
8. Shasta
9. Shambhu
10. Chanda
11. Dhruva

Ayudando al dios Vishnu en su lucha contra los demonios, llevan pieles de león, pelo enmarañado y serpientes alrededor de sus cuellos. Tienen gargantas amarillas, sostienen tridentes y calaveras y llevan la luna creciente en sus frentes. Juntos, encabezados por Kapali, matan al demonio elefante Gajasura.

## Asociaciones
En la mitología védica, se describe a los Rudras como compañeros leales de Rudra, quien más tarde se identificó con Shiva. Son considerados amigos, mensajeros y aspectos de Rudra. Son de naturaleza terrible. El Satapatha Brahmana menciona que Rudra es el príncipe, mientras que los Rudras son sus súbditos. Son considerados asistentes de Shiva en la mitología posterior.
El Rig Veda y el Krisna-yajur-veda hacen de los Rudras los dioses del mundo medio, situados entre la tierra y el cielo, es decir, la atmósfera. Como dioses del viento, los Rudras representan el aliento vital. En el Brihadaranyaka Upanishad, los once Rudras están representados por diez energías vitales (rudra-prana) en el cuerpo y el undécimo es el Ātman (el alma).
Se dice que los Rudras presiden la segunda etapa de la creación y la etapa intermedia de la vida. Gobiernan el segundo ritual del sacrificio, la ofrenda de mediodía y la segunda etapa de la vida, del 24 al 68 año de vida. El Chandogya Upanishad prescribe que los Rudras sean propiciados en caso de enfermedad en este período y además dice que al partir del cuerpo se convierten en la causa de las lágrimas. El significado del nombre Rudra es 'los que hacen llorar'. El Brihadaranyaka Upanishad declara explícitamente que, dado que los Rudras abandonan el cuerpo, causando la muerte, hacen llorar a las personas.
El Mahabharata describe a los Rudras como compañeros de Indra, sirvientes de Shiva y su hijo Skanda y compañeros de Yama, que está rodeado por ellos. Tienen un poder inmenso, usan collares dorados y son 'como nubes iluminadas por la iluminación'. El Bhagavata-purana prescribe la adoración a los Rudras para obtener potencia viril.

### Asociación con los Maruts

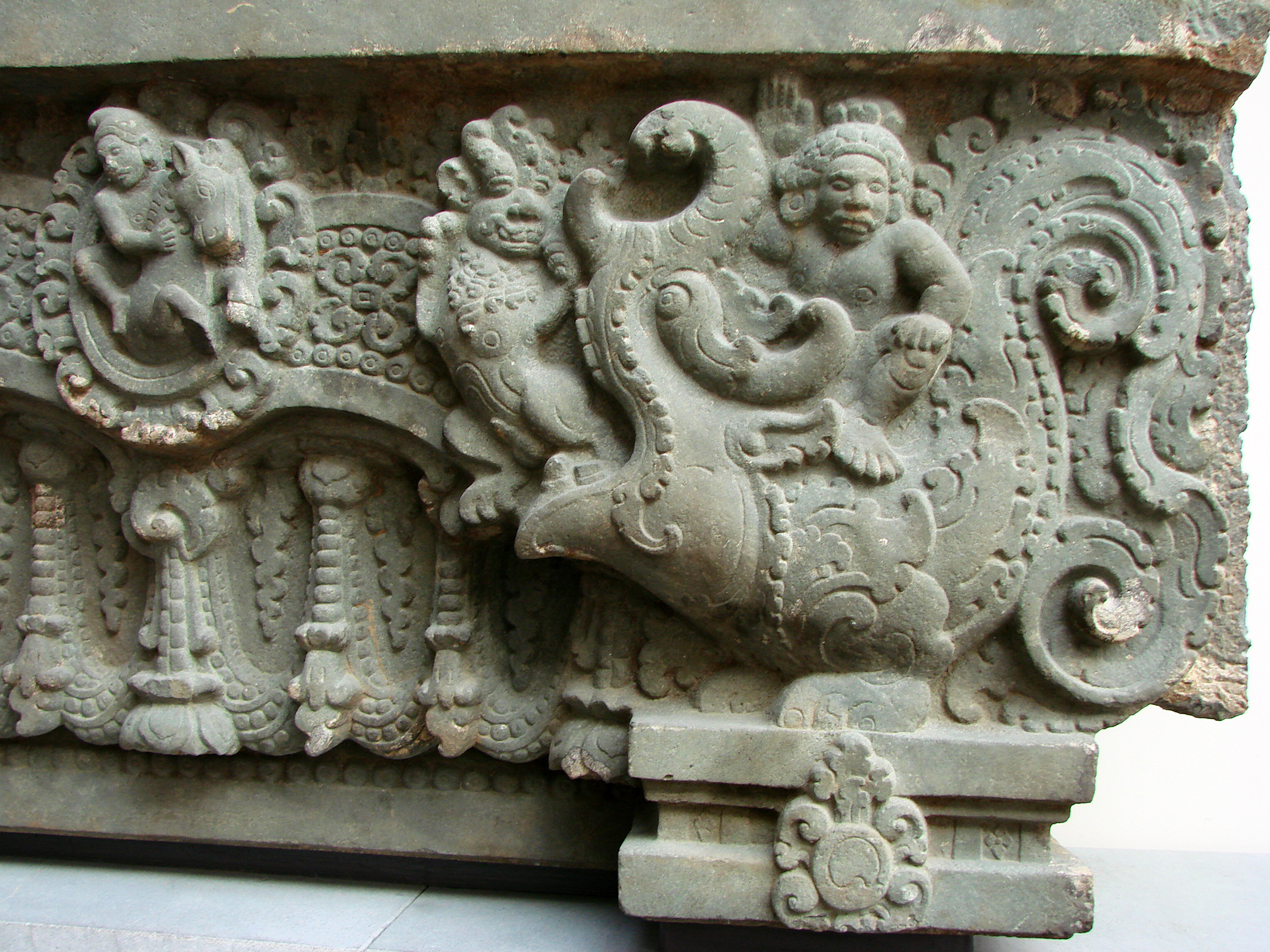
Maruts.

Los Rudras a veces se identifican con los Maruts, hijos de Rudra en los Vedas, aunque en otros momentos, se consideran distinto de ellos.
Algunos estudiosos creen que los Rudras y los Maruts fueron grupos distintos anteriormente, siendo los Rudras los verdaderos seguidores de Rudra y "daívicos" (divinos) en naturaleza. Pero los poetas del Rigveda forzaron a los Maruts a tomar la posición de los Rudras para darle mayor estatus al dios védico Rudra. Más tarde en la literatura védica posterior, como en las epopeyas y los puranas, los Maruts fueron asociados con Indra, mientras que los Rudras adquirieron su antiguo estatus como seguidores de Rudra, que se había evolucionado en Shiva. Sin embargo, otros estudiosos ignoran esta teoría y consideran que, originalmente, los Rudras y los Maruts eran idénticos. Otra teoría sugiere que en los Vedas, lentamente, surgieron dos clases de Maruts: los amistosos y benéficos, y los rugientes y turbulentos. Sería este último grupo el que se convertiría en un grupo distinto de deidades llamados Rudras, que fueron asociados solo con el salvaje Rudra.
En los himnos Marut-Suktas (RV 1, 2, 5, 8) e Indra-Suktas (RV 1, 3, 8, 10) del Rigveda (RV), el epíteto 'Rudras' (que se origina a partir de la raíz del verbo rud o ru, que significa "aulladores, rugidores o gritadores"), se usa en numerosas ocasiones para los Maruts, identificándolos con los Rudras, incluso cuando están asociados con Indra, en lugar de con Rudra. Hay algunos himnos en el Rigveda (RV 2, 7, 8, 10) que distinguen explícitamente entre los Maruts y los Rudras.
Mientras que el Vamana-purana describe a los Rudras como hijos de Kashyapa y Aditi, los Maruts se describen distintamente a los Rudras, como 49 hijos de Diti, hermana-esposa de Aditi y sirvientes de Indra.

## Avatares
Ashuatama, hijo del Gurú Drona es el avatar de uno de los once Rudras y uno de los siete Chiranjivi o inmortales. Drona hizo muchos años de severa penitencia para complacer al Señor Siva a fin de tener un hijo que poseyera la misma valentía que él. Ashwatthama, el poderoso hijo de Drona, aunque conocido como la parte encarnada de Rudra, nació realmente de las cuatro partes de Yama (muerte), Rudra (destrucción), Kama (amor) y Krodh (ira). Justo antes de la guerra de Mahabharata, el propio Bhishma declaró que sería prácticamente imposible para cualquiera matar o derrotar a Ashuatama en la guerra, ya que era la parte encarnada de Rudra. Bhishma dijo que cuando Ashuatama se enojaba, sería imposible luchar contra él pues se convierta en un segundo Siva. Nadie puede manejar su ira y su furia. La trágica muerte de Drona hizo que Ashuatama estuviera extremadamente enojado y violento, lo que llevó a la aniquilación del linaje Pandava a manos del propio Ashuatama.